# Thể dục dụng cụ tại Đại hội Thể thao Đông Nam Á 2019
Thể dục dụng cụ tại Đại hội Thể thao Đông Nam Á năm 2019 diễn ra từ ngày 1 đến 9 tháng 12 tại Rizal Memorial Coliseum, Manila, Philippines. Chương trình thi đấu bao gồm ba phân môn: thể dục dụng cụ nghệ thuật (artistic), thể dục dụng cụ (rhythmic) và thể dục nhịp điệu (aerobic). 
Các vận động viên nam tranh tài ở bảy nội dung bao gồm toàn năng cá nhân, thể dục tự do, ngựa tay quay, vòng treo, nhảy chống, xà kép và xà đơn, trong khi các nội dung của nữ gồm toàn năng, nhảy chống, xà lệch, cầu thăng bằng và tự do sàn. Phân môn thể dục dụng cụ dành riêng cho nữ với các nội dung biểu diễn cùng vòng, bóng, chùy và lụa, ngoài ra còn có phần thi đồng đội toàn năng. Thể dục nhịp điệu được tổ chức vào ngày thi đấu cuối cùng, bao gồm các nội dung cá nhân nữ, đôi nam nữ và nhóm ba người,

## Lịch trình
Dưới đây là lịch trình thi đấu các phân môn của thể dục dụng cụ. Tất cả đều theo giờ tiêu chuẩn Philippines (UTC+8).
| Ngày                | Giờ   | Nội dung              | Vòng      |
| ------------------- | ----- | --------------------- | --------- |
| 1 tháng 12 năm 2019 | 14:00 | Men's floor           | Vòng loại |
| 1 tháng 12 năm 2019 | 14:00 | Ngựa tay quay nam     | Vòng loại |
| 1 tháng 12 năm 2019 | 14:00 | Vòng treo nam         | Vòng loại |
| 1 tháng 12 năm 2019 | 14:00 | Nhảy chống nam        | Vòng loại |
| 1 tháng 12 năm 2019 | 14:00 | Xà kép nam            | Vòng loại |
| 1 tháng 12 năm 2019 | 14:00 | Xà đơn nam            | Vòng loại |
| 1 tháng 12 năm 2019 | 14:00 | Toàn năng cá nhân nam | Chung kết |
| 2 tháng 12 năm 2019 | 14:00 | Nhảy chống nữ         | Vòng loại |
| 2 tháng 12 năm 2019 | 14:00 | Xà lệch nữ            | Vòng loại |
| 2 tháng 12 năm 2019 | 14:00 | Cầu thăng bằng nữ     | Vòng loại |
| 2 tháng 12 năm 2019 | 14:00 | Thể dục tự do nữ      | Vòng loại |
| 2 tháng 12 năm 2019 | 14:00 | Toàn năng cá nhân nữ  | Final     |
| 3 tháng 12 năm 2019 | 16:00 | Thể dục tự do nam     | Chung kết |
| 3 tháng 12 năm 2019 | 16:30 | Nhảy chống nữ         | Chung kết |
| 3 tháng 12 năm 2019 | 17:30 | Ngựa tay quay nam     | Chung kết |
| 3 tháng 12 năm 2019 | 18:00 | Xà lệch nữ            | Chung kết |
| 3 tháng 12 năm 2019 | 18:30 | Vòng treo nam         | Chung kết |
| 4 tháng 12 năm 2019 | 16:00 | Nhảy chống nam        | Chung kết |
| 4 tháng 12 năm 2019 | 16:30 | Cầu thăng bằng nữ     | Chung kết |
| 4 tháng 12 năm 2019 | 17:30 | Xà kép nam            | Chung kết |
| 4 tháng 12 năm 2019 | 18:00 | Thể dục tự do nữ      | Chung kết |
| 4 tháng 12 năm 2019 | 18:30 | Xà đơn nam            | Chung kết |

| Ngày                | Giờ   | Nội dung           | Vòng      |
| ------------------- | ----- | ------------------ | --------- |
| 6 tháng 12 năm 2019 | 10:00 | Vòng               | Vòng loại |
| 6 tháng 12 năm 2019 | 11:05 | Bóng               | Vòng loại |
| 6 tháng 12 năm 2019 | 12:10 | Chùy               | Vòng loại |
| 6 tháng 12 năm 2019 | 13:15 | Lụa                | Vòng loại |
| 7 tháng 12 năm 2019 | 10:00 | Vòng               | Final     |
| 7 tháng 12 năm 2019 | 10:30 | Bóng               | Final     |
| 7 tháng 12 năm 2019 | 11:00 | Chùy               | Final     |
| 7 tháng 12 năm 2019 | 11:30 | Lụa                | Final     |
| 7 tháng 12 năm 2019 | 14:00 | Toàn năng đồng đội | Final     |

| Ngày                | Giờ   | Nội dung      | Vòng      |
| ------------------- | ----- | ------------- | --------- |
| 9 tháng 12 năm 2019 | 10:10 | Cá nhân nữ    | Chung kết |
| 9 tháng 12 năm 2019 | 13:00 | Đôi hỗn hợp   | Chung kết |
| 9 tháng 12 năm 2019 | 14:30 | Bộ ba hỗn hợp | Chung kết |

## Bảng huy chương
| Hạng               | Đoàn               | Vàng | Bạc | Đồng | Tổng số |
| ------------------ | ------------------ | ---- | --- | ---- | ------- |
| 1                  | Malaysia           | 9    | 3   | 4    | 16      |
| 2                  | Việt Nam           | 6    | 2   | 7    | 15      |
| 3                  | Philippines        | 3    | 5   | 4    | 12      |
| 4                  | Indonesia          | 2    | 4   | 2    | 8       |
| 5                  | Thái Lan           | 1    | 5   | 2    | 8       |
| 6                  | Singapore          | 0    | 0   | 1    | 1       |
| Tổng số (6 đơn vị) | Tổng số (6 đơn vị) | 21   | 19  | 20   | 60      |

## Tóm tắt kết quả

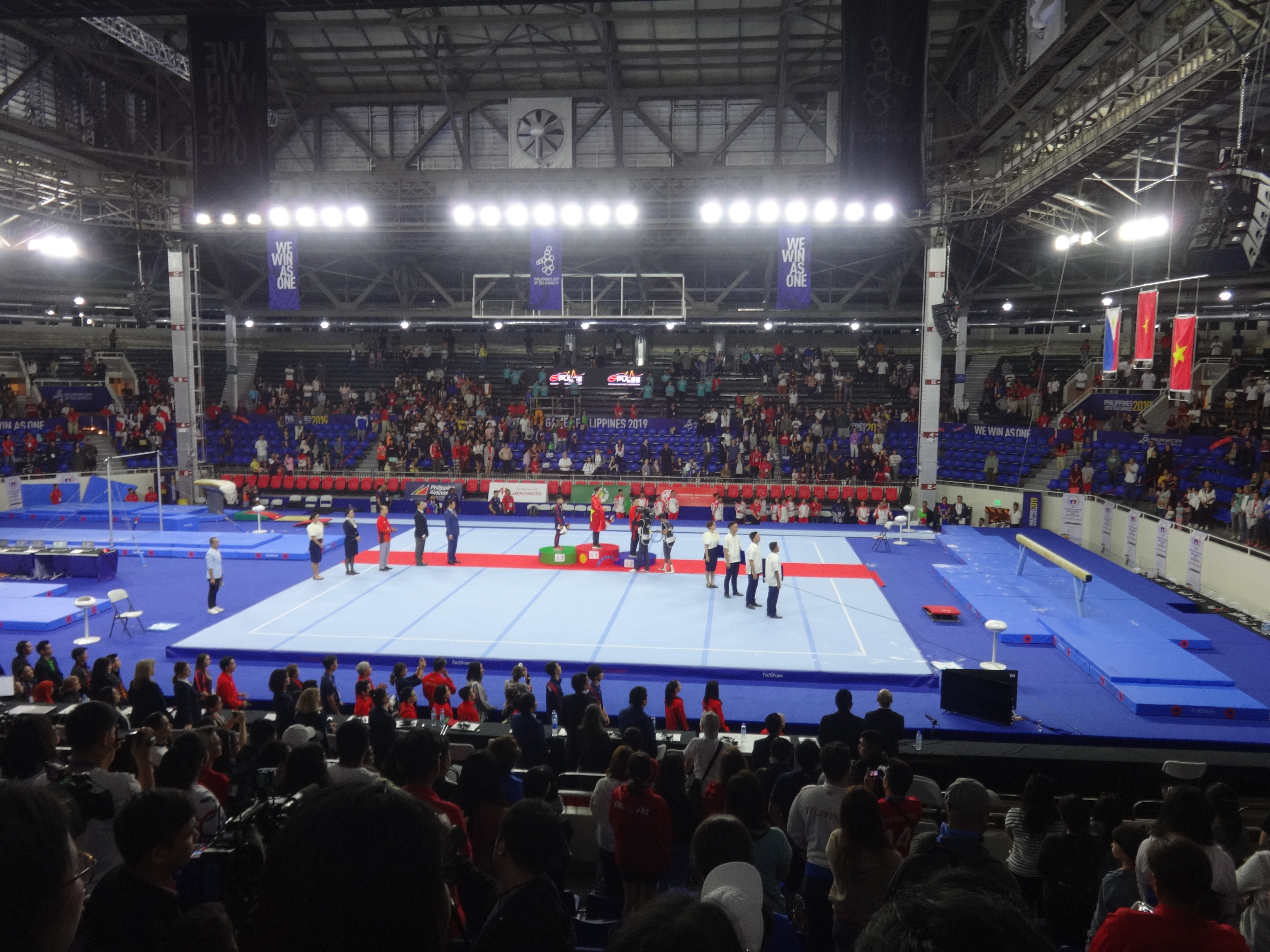
Rizal Memorial Coliseum trong lễ trao huy chương cho các vận động viên.

### Thể dục Aerobic
| Nội dung      | Vàng                                                          | Bạc                                                                                 | Đồng                                                                 |
| ------------- | ------------------------------------------------------------- | ----------------------------------------------------------------------------------- | -------------------------------------------------------------------- |
| Cá nhân nữ    | Trần Ngọc Thúy Vi · Việt Nam                                  | Chawisa Intakul · Thái Lan                                                          | Charmaine Dolar · Philippines                                        |
| Đôi hỗn hợp   | Việt Nam · Phan Thế Gia Hiển · Bùi Minh Phương                | Thái Lan · Peerapong Potjanakosee · Chawisa Intakul                                 | Indonesia · Denda Firmansyah · Umi Sri Haryani                       |
| Bộ ba hỗn hợp | Việt Nam · Nguyễn Việt Anh · Vương Hoài Ân · Nguyễn Chế Thanh | Indonesia · Aprilian Anggara · Muhammad Angger Setiawan · Muhammad Angger Dharmawan | Thái Lan · Chanawit Thongdee · Supatsorn Watcharaporn · Irada Pantao |

### Thể dục nghệ thuật

#### Nam
| Nội dung          | Vàng                         | Bạc                              | Đồng                           |
| ----------------- | ---------------------------- | -------------------------------- | ------------------------------ |
| Toàn năng cá nhân | Carlos Yulo · Philippines    | Đinh Phương Thành · Việt Nam     | Lê Thanh Tùng · Việt Nam       |
| Thể dục tự do     | Carlos Yulo · Philippines    | Tikumporn Surintornta · Thái Lan | Zul Bahrin Mat Asri · Malaysia |
| Ngựa tay quay     | Tan Fu Jie · Malaysia        | Carlos Yulo · Philippines        | Đinh Phương Thành · Việt Nam   |
| Vòng treo         | Đặng Nam · Việt Nam          | Carlos Yulo · Philippines        | Dwi Arifin · Indonesia         |
| Nhảy chống        | Agus Adi Prayoko · Indonesia | Carlos Yulo · Philippines        | Lê Thanh Tùng · Việt Nam       |
| Xà kép            | Đinh Phương Thành · Việt Nam | Carlos Yulo · Philippines        | Lê Thanh Tùng · Việt Nam       |
| Xà đơn            | Đinh Phương Thành · Việt Nam | Carlos Yulo · Philippines        | Sean Yeo Xong · Singapore      |

#### Nữ
| Nội dung          | Vàng                            | Bạc                            | Đồng                           |
| ----------------- | ------------------------------- | ------------------------------ | ------------------------------ |
| Toàn năng cá nhân | Farah Ann Abdul Hadi · Malaysia | Rifda Irfanaluthfi · Indonesia | Tan Ing Yueh · Malaysia        |
| Nhảy chống        | Rifda Irfanaluthfi · Indonesia  | Tan Ing Yueh · Malaysia        | Đỗ Thị Vân Anh · Việt Nam      |
| Xà lệch           | Farah Ann Abdul Hadi · Malaysia | Đỗ Thị Ngọc Hương · Việt Nam   | Rachel Yeoh Li Wen · Malaysia  |
| Cầu thăng bằng    | Tracie Ang · Malaysia           | Rifda Irfanaluthfi · Indonesia | Đỗ Thị Vân Anh · Việt Nam      |
| Thể dục tự do     | Farah Ann Abdul Hadi · Malaysia | Rifda Irfanaluthfi · Indonesia | Trần Đoàn Quỳnh Nam · Việt Nam |

### Thể dục dụng cụ
| Nội dung           | Vàng                                                                                         | Bạc | Đồng                                                                                                 |
| ------------------ | -------------------------------------------------------------------------------------------- | --- | --- |
| Toàn năng đồng đội | Malaysia · Chan Mei Thung · Eu Jia Xin · Koh Jei Yi · Lee Xin Yao · Lim Chyi Ean · Shak Yuki | Thái Lan · Manatsanan Chaiteerapattarapong · Pornnutcha Jedthumrong · Pornchanit Junthabud · Chutikan Piwpong · Panjarat Prawatyotin · Puntita Thongsong | Philippines · Jean Caluscusin · Andrea Mae Emperado · Katrina Loretizo · AJ Melgar · Devina Sembrano |
| Vòng               | Daniela Reggie Dela Pisa · Philippines                                                       | Izzah Amzan · Malaysia | Amy Kwan · Malaysia                                                                                  |
| Bóng               | Izzah Amzan · Malaysia                                                                       | Nat Kulsanawong · Thái Lan | Daniela Reggie Dela Pisa · Philippines                                                               |
| Chùy               | Benjaporn Limpanich · Thái Lan                                                               | Koi Sie Yan · Malaysia | Daniela Reggie Dela Pisa · Philippines                                                               |
| Lụa                | Koi Sie Yan · Malaysia · Izzah Amzan · Malaysia                                              | None awarded | Nat Kulsanawong · Thái Lan                                                                           |